# El Tepozán de Santa Rita
El Tepozán de Santa Rita är en ort i Mexiko.   Den ligger i kommunen San Felipe och delstaten Guanajuato, i den centrala delen av landet, 300 km nordväst om huvudstaden Mexico City. El Tepozán de Santa Rita ligger 2 134 meter över havet och antalet invånare är 313.
Terrängen runt El Tepozán de Santa Rita är kuperad åt sydost, men åt nordväst är den platt. Terrängen runt El Tepozán de Santa Rita sluttar norrut. Runt El Tepozán de Santa Rita är det ganska tätbefolkat, med 75 invånare per kvadratkilometer. Närmaste större samhälle är Coecillo, 13,3 km norr om El Tepozán de Santa Rita. Omgivningarna runt El Tepozán de Santa Rita är i huvudsak ett öppet busklandskap.